# Beveren-Kruibeke-Zwijndrecht
Beveren-Kruibeke-Zwijndrecht est une commune néerlandophone de Belgique située en Région flamande dans la province de Flandre-Orientale. Elle est formée le 1er janvier 2025 par la fusion des communes de Beveren, Kruibeke et Zwijndrecht. La commune compte environ 87 000 habitants.

## Géographie

### Sections de la commune
| #  | Section     | Superf. (km²) | Habitants (2020) | Habitants par km² | Code INS |
| -- | ----------- | ------------- | ---------------- | ----------------- | -------- |
| 1  | Beveren     | 19,14         | 20.859           | 1.090             | 46003A   |
| 2  | Vrasene     | 14,10         | 4.160            | 295               | 46003B   |
| 3  | Verrebroek  | 15,97         | 2.042            | 128               | 46003C   |
| 4  | Kieldrecht  | 19,96         | 4.007            | 201               | 46003D   |
| 5  | Doel        | 24,59         | 110              | 4                 | 46003E   |
| 6  | Calloo      | 30,17         | 2.491            | 83                | 46003F   |
| 7  | Melsele     | 18,40         | 11.008           | 598               | 46003G   |
| 8  | Haasdonk    | 10,35         | 4.362            | 422               | 46003H   |
| 9  | Kruibeke    | 14,68         | 8.035            | 547               | 46013A   |
| 10 | Bazel       | 16,95         | 5.686            | 335               | 46013B   |
| 11 | Rupelmonde  | 1,89          | 3.123            | 1.650             | 46013C   |
| 12 | Zwijndrecht | 15,75         | 11.634           | 739               | 11056A   |
| 13 | Burcht      | 4,49          | 7.520            | 1.675             | 11056B   |

## Politique et administration

### Liste des bourgmestres successifs
| Portrait                                                               | Identité                                    | Période          | Période  | Durée              | Étiquette                       |
| Portrait                                                               | Identité                                    | Début            | Fin      | Durée              | Étiquette                       |
| ---------------------------------------------------------------------- | ------------------------------------------- | ---------------- | -------- | ------------------ | ------------------------------- |
| Pas de portrait sous licence libre disponible pour Marc Van de Vijver. | Marc Van de Vijver (né le 19 novembre 1961) | 1er janvier 2025 | En cours | 5 mois et 27 jours | Christen-Democratisch en Vlaams |

## Démographie

### Évolution démographique de la commune fusionnée
En tenant compte des anciennes communes entraînées dans la fusion de communes de 2025, on peut dresser l'évolution suivante :
- Source : DGS - Remarque: 1831 jusqu'à 1980=recensement; depuis 1990=nombre d'habitants chaque 1er janvier[2]